# جون فرنسيس ميتشيل
جون فرنسيس ميتشيل (بالإنجليزية: John Francis Mitchell)‏ هو مهندس أمريكي، ولد في 1928 في شيكاغو في الولايات المتحدة، وتوفي في 9 يونيو 2009.